# Contea di Burnett
La contea di Burnett (in inglese, Burnett County) è una contea dello Stato del Wisconsin, negli Stati Uniti. La popolazione al censimento del 2000 era di 15 674 abitanti. Il capoluogo di contea è Meenon.